# Màquina de registre unitari
Les màquines de registre unitari van ser molt omnipresents a la indústria de la primera meitat del segle xx, ja que van permetre fer tasques de gran volum, sofisticades i de processament de dades molt abans que s'investissin els ordinadors moderns. Abans de l'arribada d'ordinadors electrònics, el processament de dades es feia mitjançant dispositius electromecànics anomenats equips de registre d'unitat, màquines de comptabilitat elèctrica (EAM) o màquines de tabulació.
El processament de dades es va realitzar mitjançant el tractament de cobertes de targetes perforades a través de diverses màquines de registre d'unitat amb una progressiva coreografia acurada.
Aquesta progressió de màquina a màquina sovint es planificava i es documentava amb dibuixos que utilitzaven símbols estandarditzats per a les diverses funcions de la màquina, aquests dibuixos s'anomenen diagrames de flux. Totes les màquines disposaven d'alimentadors mecànics d'alta velocitat per processar des d'unes cent cartes per minut, fins a 2.000 cartes per minut, detectant forats perforats amb sensors electrònics o òptics. El funcionament de moltes màquines es dirigia mitjançant l'ús d'un tauler de control desmuntable. Inicialment totes les màquines es van construir mitjançant comptadors i relés electromecànics. Els components electrònics es van introduir en algunes màquines a partir de finals dels anys quaranta.
L'elaboració de dades per mitjà de màquines de registre unitari (o base de targeta perforada) compren tres fases diferents: introducció de dades en targeta (perforació), la seva elaboració (classificació, intercalació, càlcul, etc.) l'obtenció de resultats sota la forma d'una targeta o formes impreses, és a dir, tabulació.

## Història
El 1896, Herman Hollerith va desenvolupar una tecnologia de registre de targetes punxades i unitats per al cens de 1890, anomenada Tabulating Machine Company. Fusionada més tard per formar la Computing Tabulating Recording Corporation (CTR), rebatejada com IBM.
IBM va fabricar i comercialitzar diverses màquines discogràfiques per crear, ordenar i tabular targetes perforades, fins i tot després d'expandir-se als ordinadors a finals dels anys cinquanta. IBM va convertir la tecnologia de punch cards en una potent eina per al tractament de dades empresarials i va produir una àmplia línia de màquines de registre de la targeta IBM.

## Targetes perforades
La unitat bàsica d'emmagatzematge de dades era la targeta perforada de 80 columnes. Cada columna perforada representava un sol dígit, lletra o caràcter especial. Els valors de les dades consistien en un “camp” de columnes adjacents.

## Punteig de tecles
En la fase de perforació, les dades contingudes en el document original eren puntejades per un operador sobre un teclat i convertides en forats sobre la targeta. Simultàniament, eren impreses en forma normal sobre el costat superior de la targeta per aconseguir una comprensió més fàcil del significat de les perforacions. Aquesta primera fase és l'única que requeria la intervenció directa de les persones, sovint aquestes treballadores eren dones, anomenades operadors de cops de clau, la qual cosa podia provocar errors, per exemple, puntejar el text incorrecte. Les targetes eren controlades per mitjà d'una altra màquina anomenada verificadora. Les targetes també es produïen automàticament per diverses màquines de registre de les unitats i més tard per dispositius de sortida d'ordinador.

## Classificació, intercalació i càlcul
Les fases que seguien la perforació eren efectuades per màquines que operaven de manera completament automàtica, amb l'excepció de la transferència manual dels grups de targetes d'una màquina a l'altra. El processament de les dades perforades sobre la targeta es podia articular en diferents operacions, recorrent els diversos tipus de màquines.
Una activitat important a qualsevol taller de registre de la unitat era ordenar les entrades de la targeta perforada en l'ordre adequat. S'ordenava segons la informació que es trobava a la targeta. La classificadora s'encarregava d'ordenar les targetes segons codis preestablerts, per exemple, introduint a la màquina un grup de targetes, aquestes eren ordenades segons el número de codi progressiu, o bé, subdividides en més grups segons codis diferents i reunides en caselles específiques. La classificadora, com els ordinadors de targetes de la sèrie IMB 80, va ordenar una plataforma d'entrada en una de les 13 papereres de sortida, depenent de la columna seleccionada.
La intercaladora estava en condicions de funcionar reunint dos grups de targetes, originant un únic grup, ordenat segons cert criteri. Una forma de procés molt freqüent també era el càlcul, que es desenvolupava per mitjà de màquines calculadores, en condicions d'efectuar automàticament sumes, restes, multiplicacions i divisions, utilitzant les dades contingudes en la targeta i amb la capacitat de perforar els resultats sobre aquesta.

## Tabulat
Els informes i les dades de resum es van generar mitjançant màquines de comptabilitat o tabulació. La coberta ordenada s'alimentava a través de la màquina de tabulació i cada targeta s'imprimia a la seva pròpia línia. Els camps seleccionats de cada targeta es van afegir al valor d'un dels diversos comptadors. Una targeta amb un punxó especial indica que es tractava d'una targeta mestra.
Els resultats del processament, a més de perforats sobre la targeta, podien ser també presentats en forma de documents o forma impresa. Aquesta última fase es realitzava per mitjà de les màquines tabuladores, les que imprimien directament les dades contingudes a la targeta, o per mitjà de dispositius aritmètics especials, es podien sumar grups de dades i imprimir els resultats i totals relatius de diversos grups d'informació.
El volum de paper produït per tabuladors requeria altres màquines, que no es consideren màquines de registre unitari, per facilitar el maneig del paper. Aquestes són, per exemple, una separadora de fulles de paper, que permetia separar formes impreses en diverses parts en piles separades d'impressió i treure el paper de carboni; o un "buster" que separava les perforacions entre les pàgines de sortida de doble ventall.

## Perforador de targetes
Les màquines de perforació de targetes consistien en un punxó de banda, que produïa un gran nombre de targetes perforades idèntiques; una reproducció del punxó, que permetia reproduir un conjunt de targetes en la seva totalitat o reproduir uns camps seleccionats; el punxó resum, que es va ajuntar a màquines de tabulació i podia perforar targetes noves amb detalls i totals de la màquina de tabulació; i el lector de marcatge, que permetia detectar marques de llapis en bombolles impreses a la targeta i punxar els valors de dades corresponents a la targeta.
Més tard, les "màquines d'origen de documents" com l'IBM 519 podrien realitzar totes les operacions anteriors.

## L'escombreta de lectura
El processament de la targeta perforada era possible mentre les màquines de registre unitari estiguessin dotades de dispositius lectura que percebien les perforacions, transformant-les en impulsos elèctrics que movien determinats mecanismes interns per aconseguir les operacions desitjades.
Les targetes per ser llegides sortien, una a una, des de la casella de l'alimentació i eren transportades sota les escombretes de lectura, les quals oprimien contra un rodet de contacte; una eventual perforació present sobre la targeta, enviava un impuls electric que feia funcionar un relé, el qual posava així en moviment un mecanisme que identificava en una certa posició la dada que s'havia llegit.

## El relé electromagnètic
Les màquines de targeta perforada eren de tipus electromagnètic i utilitzaven com a component bàsic el relé. En la seva forma més simple el relé està constituït per una bobina elèctrica i una armadura metàl·lica, si es fa passar el corrent a través de la bobina, aquesta atreu l'armadura, provocant així el moviment dels dispositius mecànics de la màquina, ja sigui alliberant una lleva, controlant la rotació o parada d'una roda dentada, la transferència d'un joc de contactes elèctrics, etc.
El temps necessari perquè un relé passi d'una posició a una altra és de centèsimes de segon.

## El tauler de control
Per adaptar les màquines de registre unitari a solucionar diferents problemes és necessari fer els canvis sobre un tauler de control. El tauler de control està format per una placa que té una sèrie de perforacions, en les quals s'endollen uns cables amb una terminació metàl·lica, la qual fa contacte amb terminals de la màquina interconnectades amb diversos mecanismes interns. En variar les connexions en el tauler, es posen en contacte entre si els diversos mecanismes de la màquina, conseqüentment, opera en subseqüències predeterminades per les connexions mateixes.

## Els comptadors i la memòria
L'execució de les operacions aritmètiques estan a càrrec dels mecanismes de càlcul o comptadors, formats per grups de rodes i engranatges de dents en moviment, les diferents posicions d'aquestes corresponen a les vaires xifres decimals. Si durant el curs d'una operació una dada ha de ser utilitzada més d'una vegada en operacions successives, intervé la memòria, un dispositiu mecànic que es deté en una certa posició, recordant així la xifra en qüestió per tot el temps que sigui necessari.

## Informació més ràpida
Abans de la introducció de les màquines de registre unitari, tots els procediments administratius s'efectuaven manualment per un gran nombre d'empleats i a través de successives transcripcions els llibres dels comptables, donant peu a errors. Mitjançant el procediment de registre unitari, tota la informació era registrada una sola vegada sobre les targetes perforades, que podrien ser utilitzades en forma successiva i podien ser elaborades, segons les necessitats, de moltes maneres diferents fins a arribar als resultats desitjats.

## Col·lecció i interpretació
Un col·locador tenia dues tremuges d'entada i quatre o més trems de sortida. Aquestes màquines podien combinar o emparellar les entrades de targetes en funció del programa del quadre de control.
Un intèrpret imprimia caràcters equivalents als valors de les columnes de la targeta. Les columnes a imprimir es podien seleccionar i, fins i tot, reordenar, en funció del cablejat del tauler de control de la màquina. Els models posteriors podien imprimir en una de les diverses files de la targeta. A diferència de les claus, que imprimien valors directament a sobre de cada columna, els intèrprets generalment utilitzaven un tipus de lletra una mica més ampli que una columna i només podien imprimir fins a 60 caràcters per fila.

## Transmissió de dades de la targeta de perforació
La transmissió elèctrica de dades de targetes de perforació es va inventar a principi dels anys 30. El dispositiu es va anomenar control remot elèctric de màquines d'oficina i es va assignar a IBM. Els inventors van ser Joseph C. Bolt de Boston i Curt I. Johnson; Worcester. El dispositiu de control a distància va rebre una patent nord-americana el 9 d'agost de 1932.

## Processament de cinta punxada
El punxó d'impressió, Tape-to-Card de l'IBM 046, i el punxó d'impressió, Tape-to-Card de l'IBM 047, eren gairebé idèntics, a excepció del mecanisme d'impressió. Aquestes màquines llegien les dades de les cintes de paper perforades i perforaven les targetes amb aquesta informació.

## Programació
El funcionament de la majoria dels equips de registre de les unitats (excepte els classificadors) estava dirigit per un quadre de control de connectors, tot i que IBM no va utilitzar el terme "programació" per a aquestes màquines. Els plafons tenien una matriu de forats organitzats en grups. Els forats amb ferrules metàl·liques a cada extrem es col·locaven als forats per fer connexions.

## Centres de registre unitari

### Europa
Els primers 10 anys del segle XX les màquines de registre unitari van tenir molt èxit a Anglaterra i Alemanya, desenvolupant-se també en altres països d'Europa. Mentre continuava el treball de les instal·lacions de Hollderith per als censos de població des de Noruega fins a Egipte i de Portugal fins a Bulgaria, prop de 150 màquines estaven instal·lades a Europa a finals de 1913 per compte d'organismes públics, empreses industrials i organitzacions comercials. Deu anys més tard, a Inglaterra hi havia 100 instal·lacions i a Alemanya funcionaven 116 tabuladores i 100 classificadors. La primera instal·lació de màquines de registre unitari a Italia es va dur a terme el 1914, quan algunes unitats són entregades a la companyia Pirelli i a l'institut nacional d'assegurances. En començar els anys trenta diversos centres van ser instal·lats per grups de govern. El 1940, Itàlia tenia 60 instal·lacions i després puja a 80, fins que, finalment, l'any 1950 en té 139.

### Amèrica Llatina
Els primers centres de registre unitari d'Amèrica Llatina van ser a Brasil, el 1921 i es van instal·lar al Ferrocarril Oeste de Minas, al Ferrocarril Central de Brasil, al Departamento de Salud Pública i al Ministerio de Guerra.
El 1925 es van instal·lar  centres a Argentina, en la Dirección de Estadisticas, en La Plata i en Buenos Aires i en el Banco Hipotecario Nacional; a Chile, en els Ferrocarriles Chilenos del Estado.
Mèxic va instal·lar el seu primer centre el 1927, en els Ferrocarrils Nacionals i el 1928 a Petróleos del Ágila, Fábrica de Papel San Rafael i al banc de Mèxic. El 1929 el va instal·lar a Compañía de Luz (Mexicana Power and Light Co.), al Departamento Central, Petróleos El Águila, en Tampico y Coatzacoalcos (primeres instal·lacions foranes del país) i en el Departamento de Estadísticas, per preparar el Cens de 1930.
El Perú instal·la el seu primer centre en la Superintendencia General de Aduanas, l'any 1930.
Guatemala instal·la un equip de Ferrocarriles Internacionales de Centro América.
Les primeres màquines alfabètiques d'Amèrica Llatina s'instal·len el 1934 a Brasil i a Mèxic.
Les targetes, element bàsic per l'operació dels centres, van ser fabricades a Argentina des de 1927, a Mèxic des de 1928 i a Brasil des de 1935. Els altres països les havien d'importar
A poc a poc, altres països es van anar incorporant en la instal·lació de centres de registre unitari. Així trobem, per exemple, el 1938 a Colòmbia, Uruguai i Veneçuela, el 1941, a Panamà i Paraguai, el 1945 al Salvador, 1946 a Mèxic sobren sucursals a ciutats com Guadalajara i Monterrey, el 1949 a Hondures. L'últim país va ser Nicaragua, el 1954.

## Equip de registre unitari en l'era de l'ordinador
Les instal·lacions informàtiques primeres utilitzaven targetes perforades per a l'entrada i emmagatzematge del programa. Un laboratori informàtic corporatiu o universitari té una sala plena de màquines de perforació clau per a l'ús del programador. Es pot configurar una màquina de comptabilitat IBM 407 per a permetre que la llista de programes de nova creació o editada (impresos en paper plegat de fan) per llegir-los. Es pot proporcionar un IBM 519 per reproduir les cobertes del programa per fer còpies de seguretat. El 519 també podria perforar nombres seqüencials a les columnes 73-80 de les cobertes del programa COBOL o Fortran. Aquests idiomes i altres no han utilitzat aquestes columnes; l'ús de només 72 columnes és una tradició que remunta al lector de targetes IBM 704. S'utilitza un classificador de la sèrie de l'IBM 80 per a tornar a posar les coses en ordre si es deixava caure un conjunt seqüenciat.
Els primers equips comercials de mida mitjana, com l'IBM 1401 van ser dissenyats per funcionar amb operacions de targetes de perforació i van permetre informes més complexos. No obstant això, moltes botigues aviat van començar a utilitzar la cinta magnètica com a mitjà d'emmagatzematge principal, utilitzant targetes principalment per a l'entrada de dades.
Moltes organitzacions tenien la inquietud de modificar els sistemes que funcionaven, de manera que les instal·lacions de registres de les unitats de producció van romandre en funcionament molt després que els ordinadors oferissin solucions més ràpides i rendible. Els usos especialitzats de les targetes de perforació, incloent-hi la recollida de peatge, les cartes d'obertura de microforma i la votació de targetes de perforació, mantenen els equips de registre unitari en ús fins al segle XXI.
L'IBM System / 3, l'avantpassat original de tota la línia de productes d'ordinadors de gamma mitjana d'IBM, va ser desenvolupat com a reemplaçament de les màquines de registre d'unitats programables per placa.

### Llistat de referències
1. ↑  «unit record equipment Definition from PC Magazine Encyclopedia». [Consulta: 23 novembre 2019].
2. ↑  «WikiVisually.com». [Consulta: 23 novembre 2019].
3. ↑  «📌 Unit record equipment» (en anglès). [Consulta: 21 novembre 2019].
4. 1 2  «CAPITULO 1: LA ELABORACIÓN DE REGISTRO UNITARIO». [Consulta: 25 novembre 2019].